# My Husband Got a Family
My Husband Got a Family (en hangul, 넝쿨째 굴러온 당신; romanización revisada, Neongkuljjae gulleoon danshin) es una serie de televisión surcoreana de 2012, protagonizada por Kim Nam-joo, Yoo Jun-sang, y Youn Yuh-jung.
Es una serie familiar que se centra en una mujer trabajadora llamada Cha Yoon-hee (Kim Nam-joo) y su esposo, quien fue dado en adopción internacionalmente, que posteriormente se reúne con sus padres biológicos. Yoon-hee se enfrenta a lo inesperado de la carga de tener que construir una relación con su nueva familia.

## Sinopsis
Cha Yoon-hee (Kim Nam-joo) es una exitosa directora y productora de series casada con un doctor (Yoo Jun-sang) huérfano. Su felicidad conyugal se hace añicos cuando su esposo se encuentra con sus padres biológicos que pasan a ser sus vecinos. Yoon-hee se da cuenta de que su matrimonio trajo más de lo que había pedido. Una vez más, la mesa estará servida para los problemas entre nuera y suegra (Youn Yuh-jung).

## Reparto

### Personajes principales
- Kim Nam-joo como Cha Yoon-hee.
- Yoo Jun-sang como Terry Kang / Bang Gwi-nam.[6]
- Kim Young-ran como Han Man-hee.
- Kim Yong-hee como Cha Se-joong.
- Jin Kyung como Min Ji-young.
- Kang Min-hyuk como Cha Se-kwang.[7]
- Kang Boo-ja como Jeon Mak-rye.
- Jang Yong como Bang Jang-soo.
- Youn Yuh-jung como Uhm Chung-ae.
- Yang Jung-a como Bang Il-sook.
- Jo Yoon-hee como Bang Yi-sook.[8]
- Oh Yeon-seo como Bang Mal-sook.[9][10]
- Jeon Hwi-heon como Nam Min-ji.
- Song Geum-shik como Bang Jung-hoon.
- Na Young-hee como Jang Yang-shil.
- Kim Sang-ho como Bang Jung-bae.
- Shim Yi-young como Go-ok.
- Kwak Dong-yeon como Bang Jang-goon.
- Yu Ji-in como Uhm Bo-ae.
- Yang Hee-kyung como Uhm Soon-ae.
- Lee Hee-joon como Chun Jae-yong.
- Kim Won-jun como Yoon Bin.

### Otros personajes
- Park Soo-jin como Song Soo-jin.
- Kim Hyung-bum como Nam Nam-goo.
- Kang Dong-ho como Han Kyu-hyun.
- Lim Geu-rin como empleado de panadería.
- Kim Hyung-jin como Tae-young.
- Geun Ho-seok as Yoo Beom.

### Apariciones especiales / cameos
- Park Min-jung como Seo Yoo-rim.
- Go Do-young
- Go Seo-hee como guionista de la producción de Yoon-hee.
- Jung Chang-sung
- Lee Chae-min
- Lee Jae-yong como padre de Jae-yong.
- Kil Yong-woo como padre doptivo de Gwi-nam.
- Kim Chang-sook como madre adoptiva de Gwi-nam.
- Kwak Min-suk como PD Ji.
- Lee Do-hyun como Ji-hwan.
- Hwang Dong-joo como falso Gwi-nam.
- Yoo In-young como Yoo Shin-hye.
- Choi Yoon-so como Kang Hye-soo.
- Kim Seung-woo (ep 5-6).[11]
- Kim Jang-hoon como compañero de Yoon Bin (ep 16).
- Hong Eun-hee como actriz (ep 18).
- Ji Jin-hee como pastor (ep 19).
- Lee Su-geun como ex-manager de Yoon Bin  (ep 21).
- Cha Tae-hyun como Cha Tae-bong (ep 26).[12]
- Sung Si-kyung como Sung Si-kaeng (ep 32).[13]
- ZE:A  (ep 39).[14]
- Song Joon-geun como actor (ep 40).[14]
- Lee Hye-young como actriz (ep 40).[14]
- Lee Jung-shin como cita a ciegas de Mal-sook (ep 42).[15]
- Kim Jong-min como juez (ep 46).
- Shin Se-kyung como ella misma (ep 49).[16]
- Kim Joon-hyun como PD de programa de variedades.
- Lee Jong-hak como instructor de canto.
- Yang Hee-eun como radio DJ.
- Kim Kyung-jin como Teuk Byeol-chul.
- Tak Jae-hoon
- Jung Kyung-mi fan de Yoon Bin.
- Kim Seo-hyung como hermana de Jae-yong.
- Jo Ha-rang como hermana de Jae-yong.
- Lee Je-in como hermana de Jae-yong.
- Gong Hyung-jin
- Park So-hyun como radio DJ.
- Kim Chang-sook como madre adoptiva de Gwi-nam.
- Kil Yong-woo como padre adoptivo de Gwi-nam.

## Episodios
Estuvo al aire en KBS 2TV desde el 25 de febrero hasta el 9 de septiembre de 2012, los sábados y domingos a las 19:55 con una duración 58 episodios.

## Premios y nominaciones
| Año  | Categoría                                 | Premios                  | Nominado                   | Resultado |
| ---- | ----------------------------------------- | ------------------------ | -------------------------- | --------- |
| 2013 | Best Actor (TV)                           | 49th Baeksang Arts Award | Yoo Jun-sang               | Nominado  |
| 2012 | Best Couple Award                         | KBS Drama Award          | Yoo Jun-sang y Kim Nam-joo | Ganaron   |
| 2012 | Netizen Award, Actor                      | KBS Drama Award          | Yoo Jun-sang               | Nominado  |
| 2012 | Excellence Award, Actor in a Serial Drama | KBS Drama Award          | Yoo Jun-sang               | Nominado  |
| 2012 | Top Excellence Award, Actor               | KBS Drama Award          | Yoo Jun-sang               | Ganó      |
| 2012 | Top Popularity Award                      | 1st K-Drama Star Award   | Yoo Jun-sang               | Ganó      |
| 2012 | Excellence Award, Actor                   | 1st K-Drama Star Award   | Yoo Jun-sang               | Ganó      |

## Recepción
Durante sus más de cinco meses en emisión, encabezó las calificaciones de audiencia por 25 semanas consecutivas y alcanzó calificaciones pico de 45,8 % (TNmS) y 52.3 % (AGB Nielsen). La serie se ubicó en el puesto número uno en la clasificación de audiencia general 2012.

## Versiones
- La familia de mi esposo (), la versión turca de la serie, estrenada en 2015.
- Mi marido tiene familia (), la versión mexicana de la serie, estrenada en 2017.